# Стеклянная башня
Стеклянная башня (исп. Torre de Cristal) — офисный небоскрёб, расположенный по адресу: Пасео-де-ла-Кастельяна 259C, район Фуэнкарраль — Эль-Пардо, Мадрид, Испания. Имея высоту 249 метров, занимает вторую строчку в списке самых высоких зданий города и всей страны (после Torre Cepsa), четвёртую строчку в списке самых высоких зданий ЕС и 15-ю строчку в аналогичном списке для Европы (включая Россию).

## Описание
«Стеклянная башня» — один из четырёх небоскрёбов комплекса «Четыре башни», остальные три: Torre Cepsa (250 м), Torre PwC (236 м) и Torre Espacio (230 м). При рытье котлована было удалено 90 000 м³ грунта, залито 40 000 м³ бетона, а всего на строительство ушло 4,5 миллиона кирпичей-плиток (без учёта подземных этажей) и 6000 тонн стали. Холл «Стеклянной башни» имеет высоту потолка в 10 метров. Небоскрёб оборудован новейшей противопожарной системой, например, вентиляторы, которые будут гасить пламя, способны выдержать температуру в 400°С в течение часа. Разница между температурой воздуха у подножия небоскрёба и на его вершине может достигать 10 градусов; максимальная скорость ветра, зарегистрированная на верхушке Башни составила 132 км/ч. Небоскрёб, оправдывая своё название, полностью покрыт стеклом и имеет 4600 окон общей площадью 44 000 м² и массой около ста тонн. Длина электрических кабелей в небоскрёбе составляет около 250 километров. Работа 27 лифтов здания устроена таким образом, что даже в самый час пик его не придётся ждать более полуминуты. На крыше небоскрёба разбит зимний сад вертикального типа площадью 600 м² (ок. 24 000 растений), подсвечиваемый в тёмное время суток; его создателем стал французский ботаник Патрик Блан.
Крупнейшие арендаторы: KPMG (20 000 м² на 17 этажах, 1900 сотрудников), Red Hat, VidaCaixa Grupo, Grupo Agbar, SEAT, ThyssenKrupp, Regus.
Основные характеристики
- Строительство: с 2004 по 2008 год или по 4 декабря 2009 года
- Высота: 250 м (по антенне), 249 м (архитектурная), 210,6 (по верхнему этажу)
- Длина и ширина: 51 х 33 м
- Этажей: согласно разным источникам 45, 50 или 53 надземных и 6 подземных
- Лифтов: 27
- Площадь помещений: 59 827 м²
- Парковочных мест: 1200
- Стоимость строительства: экв. 339 590 604 доллара
- Архитектор: Сесар Пелли
- Владелец: Mutua Madrileña[исп.]
- Главный подрядчик: Grupo ACS

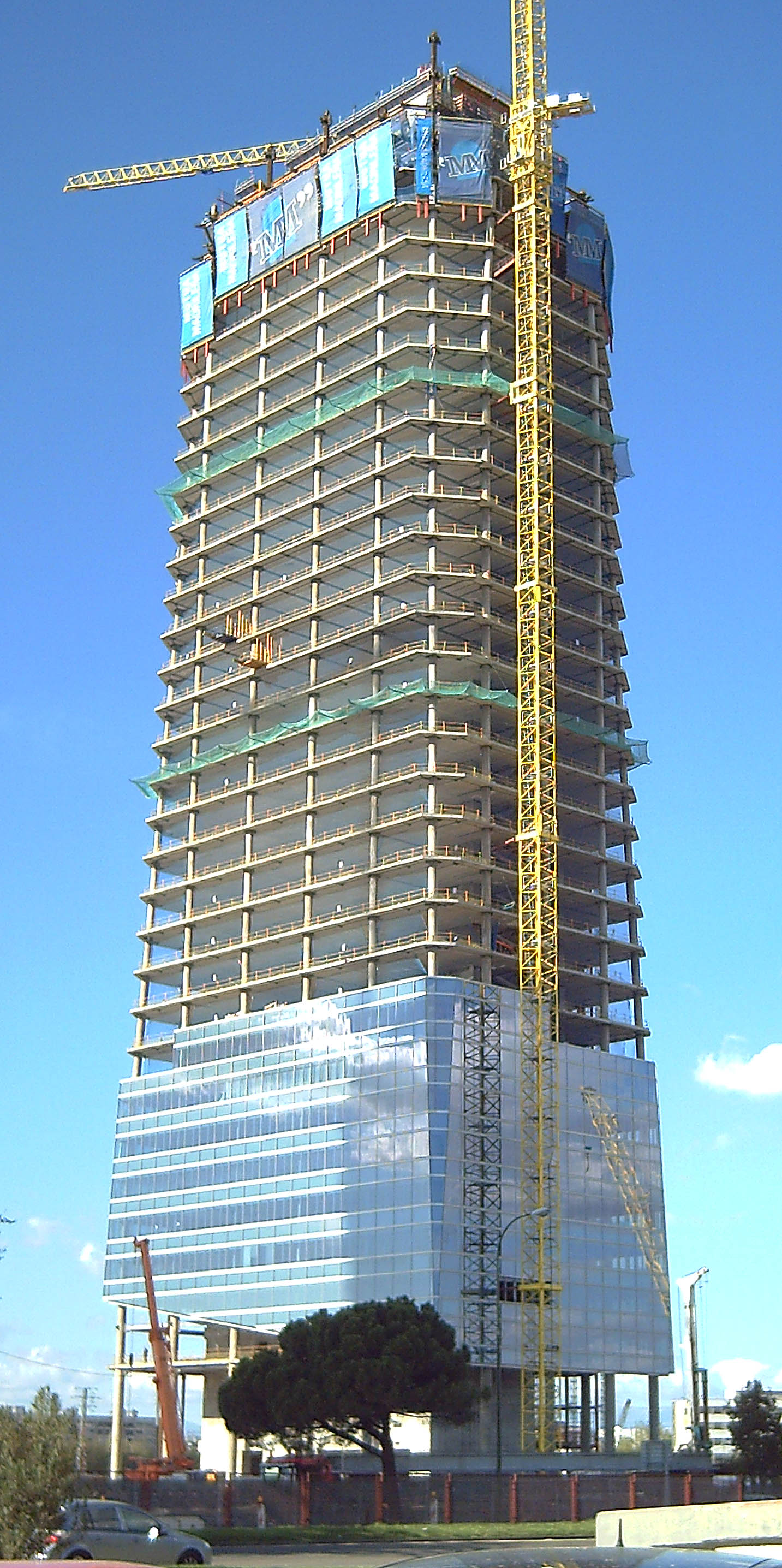
Строительство, ноябрь 2006
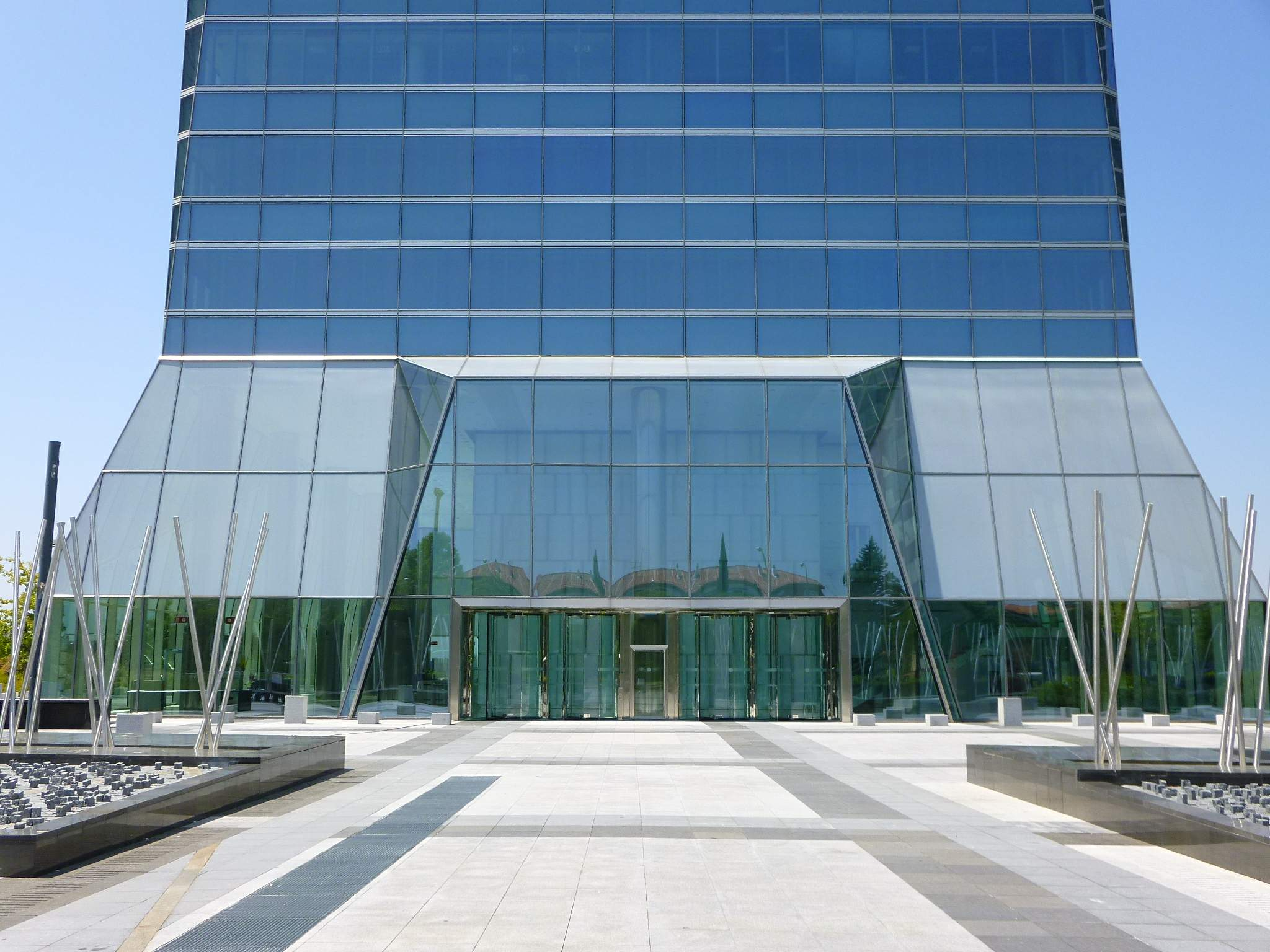
Главный вход
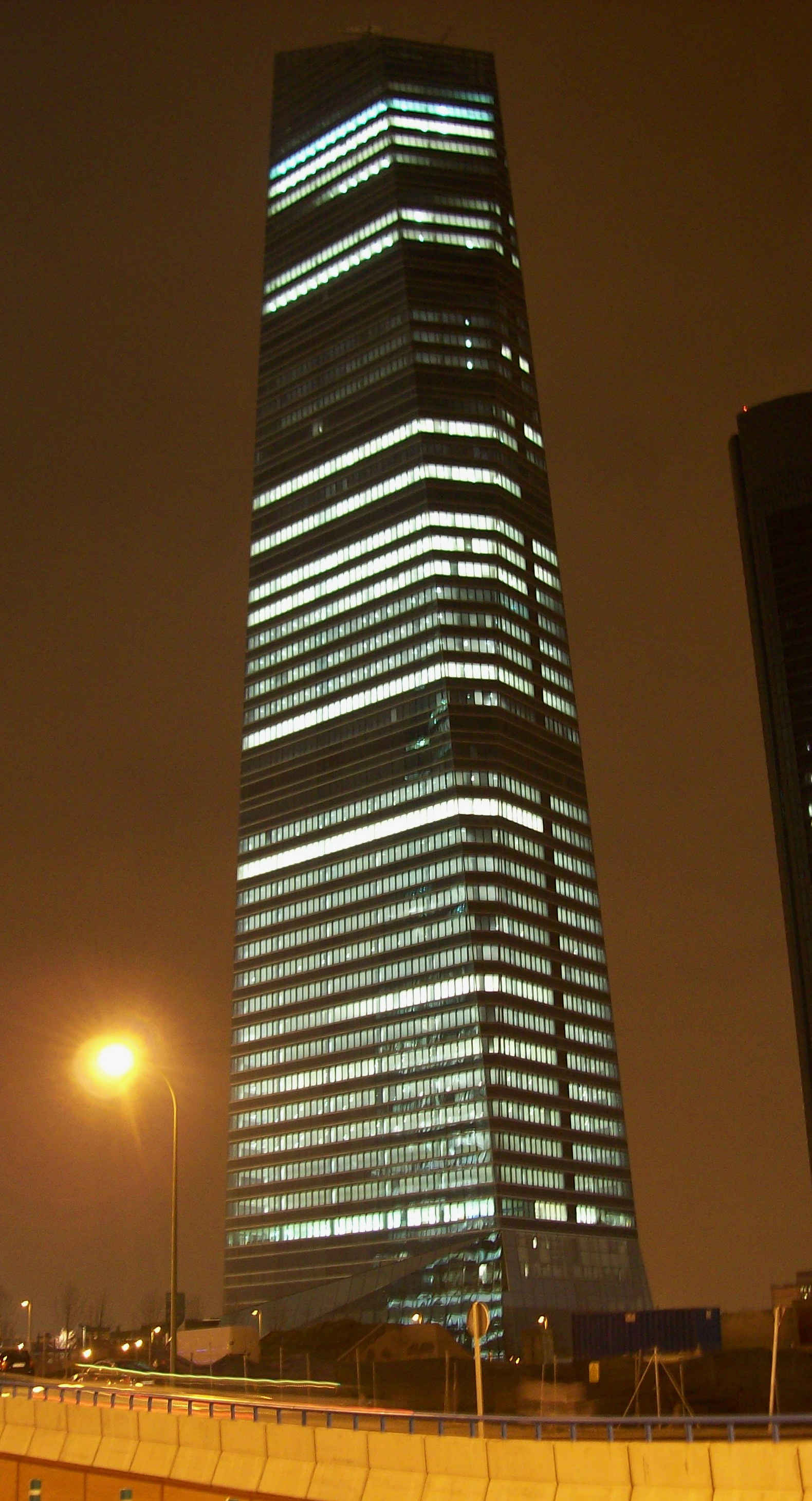
Ночью
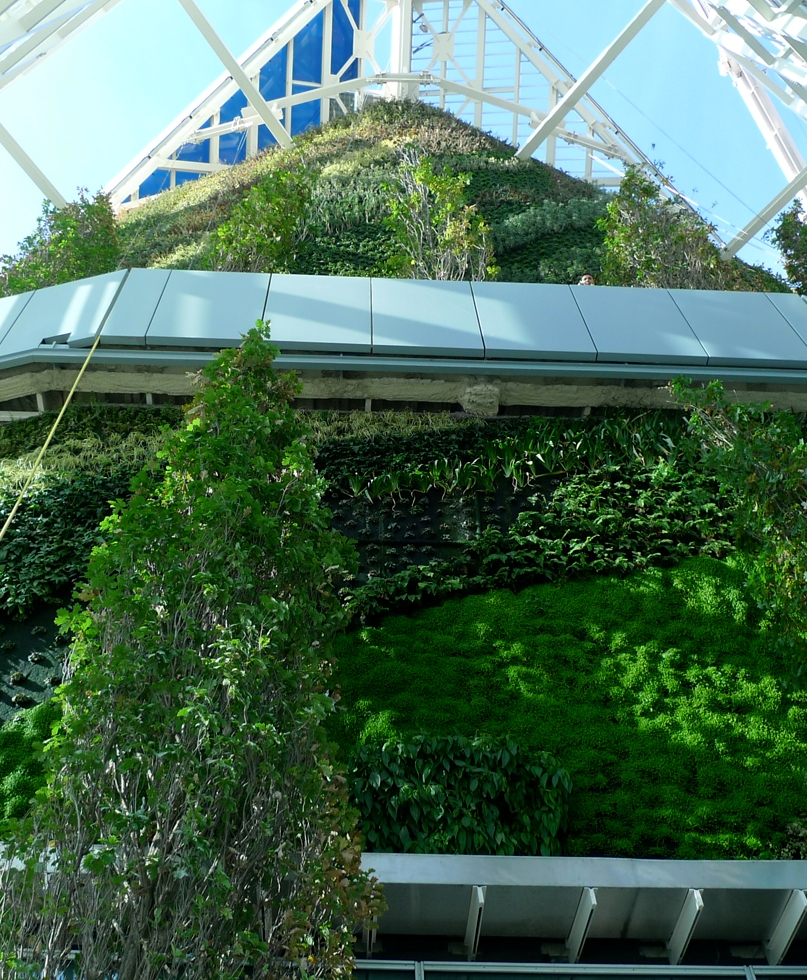
Вертикальный зимний сад на крыше